# Red Complementaria de carreteras de Andalucía
Se denomina Red Complementaria del Catálogo de Carreteras de la Junta de Andalucía a la constituida por aquellas carreteras que conforman el resto de la Red Autonómica y no están incluidas en la Red Básica y la Red Intercomarcal, y que tengan, entre otras, las siguientes funciones:
- Garantizar la movilidad en las Áreas Metropolitanas.
- Proporcionar accesibilidad a zonas de especial interés turístico y estratégico.
- Proporcionar accesibilidad desde las poblaciones a la Red Básica e Intercomarcal.

Para un listado de la Red Complementaria, véase Anexo:Red Complementaria de Carreteras de la Junta de Andalucía.

## Matriculación
La matriculación de la Red Complementaria adopta la forma de A-XXXX, identificando con la letra "A" el carácter autonómico de la carretera, y con los cuatro dígitos siguientes la localización de la carretera dentro de cada una de las provincias andaluzas.
El primer dígito corresponde a la provincia donde está situada, ordenado de la siguiente forma AL-CA-CO-GR-HU-JA-MA-SE, y correspondiendo el 1 con Almería y el 8 con Sevilla. Es un orden alfabético.
En los casos de continuidad de una carretera que afecte a más de una provincia , se atiende a este orden provincial, de forma que la carretera se matriculará con el menor número de las provincias a las que pertenezca.
Cada provincia, a excepción de Málaga y Cádiz, se ha dividido en tres círculos concéntricos, trazados desde el centro geográfico de la capital de provincia. La primera corona es de 30 km de radio, que además permite definir las áreas metropolitanas, la segunda corona está comprendida entre los 30 y 60 km y la tercera entre los 60 y 90 km.
El segundo dígito identifica en la que se sitúa el origen de la carretera, correspondiendo el 0 a la primera corona, el 1 a la segunda, el 2 a la tercera y el 3 al extrarradio (fuera de la tercera corona).
En las provincias de Cádiz y Málaga se han identificado dos centros de matriculación en cada una de ellas, correspondiendo el primero de ellos al centro geográfico de la capital de provincia, y el segundo a los núcleos de Algeciras y Marbella respectivamente. Con los centros geográficos de las capitales, se definen dos coronas concéntricas, la primera corona es de 30 km de radio, permite definir las áreas metropolitanas, y la segunda corona está comprendida entre los 30 y los 60 km de radio. El segundo dígito identifica la corona en la que se sitúa el origen de la carretera, correspondiendo el 0 a la primera corona, el 2 a la segunda y el 3 al extrarradio. Con los centros en Algeciras y Marbella se define una corona de 30 km, las carreteras con origen en esta corona tendrán como segundo dígito el 1.
Tomando como punto de origen las coordenadas los centros utilizados para definir las coronas, y previamente habiendo dividido cada una de las coronas en cuatro sectores, empezando en el norte y barriendo en el sentido de las agujas del reloj, se van asignando los dos últimos dígitos en orden creciente, tomando como inicio de la carretera el más cercano al centro de las coronas, y siendo este le que marca el número de orden.

## Señalización
El color de las placas de matrícula y kilometración de las carreteras de la Red Complementaria será el verde para la Red Complementaria Metropolitana y el amarillo para el resto de la Red Complementaria.